# Jens Jensen (personnalité politique)
Pour les articles homonymes, voir Jensen et Jens Jensen (homonymie).
Jens August Jensen, né le 2 mai 1865 et mort le 16 novembre 1936, est un homme politique australien qui siège à la Chambre des représentants de 1910 à 1919. Il est ministre dans les gouvernements d'Andrew Fisher et de Billy Hughes, ministre de la Marine de 1915 à 1917 et ministre du Commerce et des Douanes de 1917 à 1918.

## Biographie

### Jeunesse
Jens Jensen naît le 2 mai 1865 à Sebastopol, Victoria, à la périphérie de Ballarat. Ses parents danois Anna Marie Christine (née Peterson) et Anthon Jensen ont immigré en Australie pendant la ruée vers l'or au Victoria. Il est leur troisième fils. Jens Jensen fréquenté les écoles publiques jusqu'à l'âge de 11 ans, puis il commence à travailler comme garçon d'écurie. Il déménage à Beaconsfield, en Tasmanie, en 1878 et travaille comme colporteur de lapins et mineur. Il obtient finalement  son brevet de conducteur de train. En 1885, Jens Jensen épouse Elizabeth Frances Broadhurst. Le couple a un fils et quatre filles. Elizabeth meurt en 1894. Il se remarie en 1896 à Bertha Hopton, avec qui il a un autre fils et une fille. Toujours en 1896, Jens Jensen construit un hôtel et un théâtre à Beaconsfield. Plus tard, il ouvre un établissement plus grand à Beauty Point et achète un verger à proximité. Il est élu au conseil municipal de Beaconsfield en 1899.

### Carrière politique
En 1903, Jens Jensen est élu député de George Town à la Chambre d'assemblée de Tasmanie en tant qu'indépendant et est réélu en tant que candidat travailliste pour George Town en 1906 et Wilmot en 1909. Il est secrétaire en chef d'un gouvernement travailliste pendant huit jours en octobre 1909.
En février 1910, il démissionne de la Chambre d'assemblée et remporte le siège de Bass à la Chambre des représentants aux élections d'avril 1910. Il  occupe le poste de ministre adjoint, puis, en juillet 1915, devient le premier ministre de la Marine dans les gouvernements Fisher et Hughes. Lorsqu'un groupe de membres de l'ALP, dirigé par Billy Hughes et favorable à la conscription, se sépare lors de la scission du parti travailliste en 1916 pour former le Parti travailliste national, Jens Jensen les rejoint. Hughes conserve le gouvernement après la scission, et Jens est nommé Ministre du Commerce et des Douanes. Avec les autres membres du National Labour, Jens Jensen rejoint le Parti libéral du Commonwealth pour former  le Parti nationaliste d'Australie. En 1918, Jens Jensen fait l'objet d'une enquête de la Royal Commission on Navy and Defence Administration. Lorsque la Commission se prononce contre lui, il est contraint de démissionner du ministère. Il perd par la suite son soutien pour conserver son siège lors des élections de 1919. Bien qu'il ait tenté de conserver le siège en tant qu'indépendant, il est battu par le candidat nationaliste soutenu, Syd Jackson.
Jens Jensen se tourne ensuite vers la politique d'État et est élu au siège de Bass (Tasmanie) de la l'Assemblée de Tasmanie en 1922. Après avoir perdu son siège en 1925, il rejoint l'ALP en 1927 et est élu pour Wilmot, qu'il conserve jusqu'en 1934,.

### Vie personnelle
Jens Jensen traite parfois  sa femme violemment. Pendant les 37 dernières années de sa vie, il a pour maitresse sa cousine, Maggie Jane Gilbert, il lui donne presque toute sa fortune. Il meurt d'une attaque cérébrale dans la banlieue de Melbourne, à South Caulfield, dans l'État de Victoria, laissant derrière lui sa femme, leur fils et leur fille. Il ne leur laisse pas d'argent, ni aux enfants de son premier mariage.